# クイーンフィッシュ (潜水艦)
クイーンフィッシュ (USS Queenfish, SS/AGSS-393) は、アメリカ海軍の潜水艦。バラオ級。
艦名のQueenfishは主に2通りあり、インド太平洋に分布するアジ科イケカツオ属の総称か、北アメリカ太平洋岸に生息するニベ科に属するクイーン・クローカーの通称である。アメリカ公文書はクイーンフィッシュの命名由来をクイーン・クローカーと示唆している。なお、退役から3年後にスタージョン級原子力潜水艦9番艦として2代目クイーンフィッシュ (SSN-651)が就役している。

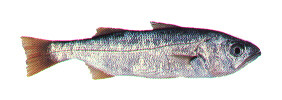
クイーン・クローカー（通称Queenfish）

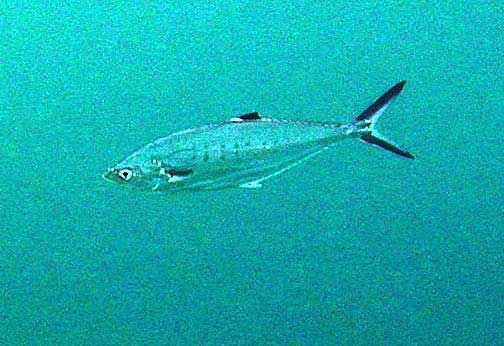
イケカツオ（Double-spotted queenfish）

## 艦歴
クイーンフィッシュは1943年7月27日にメイン州キタリーのポーツマス海軍造船所で起工した。11月30日にロバート・A・セオボールド夫人によって命名、進水し、1944年3月11日に艦長チャールズ・E・ラフリン少佐（アナポリス1933年組）の指揮下就役する。就役後は東海岸での整調およびハワイ海域での訓練を終えた。

### 第1の哨戒、1944年8月 - 10月
8月4日、クイーンフィッシュは最初の哨戒で、バーブ (USS Barb, SS-220) 、タニー (USS Tunny, SS-282) とウルフパック「エドのインク消し Ed's Eradicators」を組んでルソン海峡方面に向かった。ウルフパックの指揮官はユージーン・B・フラッキー艦長指揮のバーブに座乗したエドウィン・R・スウィンバーンであった。8月31日、(北緯21度24分 東経121度04分 / 北緯21.400度 東経121.067度) の鵝鑾鼻南南東海域でタニーが、南下してくるミ15船団を発見し、クイーンフィッシュもこれに続いた。未明、クイーンフィッシュは応急タンカー千代田丸（日本郵船、4,701トン）に対して魚雷を6本発射。魚雷は千代田丸の右舷に4本が命中し、千代田丸は全船炎上ののち3時35分に沈没した。続く第二撃では、タンカー力行丸（日本油槽船、9,181トン）に魚雷を3本命中させたが、力行丸は沈没を逃れた。翌9月1日、タニーはヒ船団の一つのヒ73船団を攻撃した際、空母雲鷹所属機の爆撃を受け損傷し、哨戒を打ち切って戦線を離脱。クイーンフィッシュは残ったバーブとともに哨戒を続けた。9月9日未明には、バタン諸島海域を南下するタマ25船団を発見し、貨物船豊岡丸（鏑木汽船、7,097トン）に魚雷を命中させて撃沈。続いて輸送船満州丸（日本海汽船、3,054トン）に魚雷を3本命中させて撃沈した。
9月12日、海南島のはるか東方でヒ72船団が攻撃され、何隻かの沈没が出た。撃沈された船舶の中には、連合軍の捕虜を満載していた楽洋丸（南洋海運、9,418トン）も含まれていた。日本軍は自軍の生存者は救助したものの、2,100名のイギリスおよびオーストラリア兵捕虜の救助は行わなかったか、楽洋丸とともに沈めてしまった。太平洋潜水艦隊司令は部隊に対して、海上を漂流する捕虜の救助を命じ、クイーンフィッシュとバーブのウルフパックにも救助が命じられた。9月14日13時ごろ、クイーンフィッシュの見張りはいかだを発見。近寄ってみると、いかだの内外に大勢の人間がしがみついていた。ほとんどは弱っており、クイーンフィッシュから投げられたロープにつかまる気力すらなかった。そこで、クイーンフィッシュの士官、水兵らは自ら飛び込んで彼らを救助し、艦上に引き上げた。彼らは言うまでもなく、楽洋丸から放り出された捕虜たちだった。乗組員は救助した捕虜18名に看護や洗浄、食料で手厚くもてなした。にもかかわらず、2名のオーストラリア兵とイギリス兵は息を引き取り、水葬の礼で葬られた。ウルフパック全体では127名を救助した。台風が接近したため、クイーンフィッシュの哨戒は終了した。10月3日、クイーンフィッシュは59日間の行動を終えてマジュロ環礁に帰投。捕虜救助の功に対し、大統領特別感状が授けられた。

### 第2の哨戒、1944年10月 - 1944年12月
10月末、クイーンフィッシュは2回目の哨戒でバーブ、ピクーダ (USS Picuda, SS-382) とウルフパック「ラフリンズ・ルーパーズ Loughlin's Loopers」を組んで東シナ海に向かった。艦長のラフリン少佐はウルフパックも指揮することとなった。途中、サイパン島に寄港したのち、トカラ列島を抜けて東シナ海に入った。11月8日、クイーンフィッシュは八光丸（朝鮮郵船、1,948トン）と京城丸（中川汽船、1,051トン）を撃沈。翌9日夜には特設砲艦長寿山丸（朝鮮郵船、2,131トン）を撃沈した。この頃、太平洋潜水艦隊司令は満州からフィリピンへの増援船団の接近を警告し、「ルーパーズ」とももう1つのウルフパック「いたずらっ子 Urchins」が共同して攻撃を行うこととなった。11月11日には大瀬埼灯台付近でモマ07船団を発見し、輸送船美保丸（日本郵船、4,667トン）の船首に魚雷を命中させたが、美保丸は沈没せず佐世保に引き返していった。11月15日、クイーンフィッシュは宇久島沖から出てきたヒ81船団を発見。11時50分、陸軍特殊船あきつ丸（日本海運、9,186トン）に対して魚雷を発射。魚雷はあきつ丸の弾薬庫付近に命中し炎上、あきつ丸は3分で沈没した。この後、ヒ81船団はピクーダが陸軍特殊船摩耶山丸（三井船舶、9,433トン）、「いたずらっ子」のスペードフィッシュ (USS Spadefish, SS-411) が空母神鷹をそれぞれ撃沈。他にもバーブがモマ07船団から鳴尾丸（山下汽船、4,823トン）を、「いたずらっ子」のピート (USS Peto, SS-265) が辰昭丸（辰馬汽船、2,746トン）を撃沈しており、極めつけはヒ81船団と同じルートを航行してきたミ27船団で、ヒ81船団攻撃後も同じ海域にいた「いたずらっ子」の猛攻により輸送船4隻を失った。一連の戦闘で、フィリピン防衛に増派されるはずだった日本陸軍の兵士の多くが失われた。
クイーンフィッシュはこれらの攻撃を通じて撃沈、大破した艦船を含む6つの目標に合計22本の魚雷を発射し、その半分が命中したと判断された。12月初頭、クイーンフィッシュは35日間の行動を終えてグアム島アプラ港に帰投。過去2度の哨戒の功で殊勲部隊章を受章した。

### 第3の哨戒、1944年12月 - 1945年1月
12月29日、クイーンフィッシュは3回目の哨戒でバーブ、ピクーダとウルフパック「ルーパーズ」を再度組んで東シナ海、台湾海峡方面に向かった。1945年1月1日、「ルーパーズ」は天候観測船に打撃を与え、これは幸運の前触れとして受け止められた。1週間後の1月8日、「ルーパーズ」は台湾沖を接岸航行中のモタ30船団を発見し、連携攻撃をかけた。しかし、バーブとピクーダが順調に戦果を挙げたのに対し、クイーンフィッシュはバーブのフラッキー曰く、「信じられないほど下手な魚雷発射」で16本の魚雷を発射して2本の命中しか確認できなかった。その後、クイーンフィッシュはバーブ、ピクーダとともにタンカー彦島丸（三菱汽船、2,854トン）を追いかけまわして痛めつけ、彦島丸は浅瀬に座礁した。1月16日には牛山島近海で別の輸送船団に対し3度の攻撃を行ったが、全て外れた。惨めな結果に、ラフリン中佐は戦闘日誌に「畜生」と殴り書きをした。魚雷を使い果たしたクイーンフィッシュは、魚雷を補給すべくグアムに向かったが、真珠湾へ向かうよう指示された。1月29日、クイーンフィッシュは32日間の行動を終えて真珠湾に帰投。艦の改修が行われ、艦の乗組員のうち4分の1が新入りと入れ替わった。

### 阿波丸事件・第4の哨戒、1945年2月 - 1945年4月
2月24日、クイーンフィッシュは4回目の哨戒でスポット (USS Spot, SS-413) 、シーフォックス (USS Sea Fox, SS-402) とウルフパック「ポストズ・パンツァーズ Post's Panzers」を組んで東シナ海、台湾海峡方面に向かった。「パンツァーズ」はその名を冠した2つ目の部隊であり、スポット艦長ウィリアム・S・ポスト・ジュニア中佐（アナポリス1930年組）に率いられ、途中、サイパン島で補給することになったが、クイーンフィッシュはサイパン島到着までに新しく入った乗員を艦に慣らすことにした。3月6日にサイパン島に到着し、潜水母艦フルトン (USS Fulton, AS-11) に横付けして整備ののち、3月9日に出航。この時、一通の重要な伝言、緑十字船阿波丸（日本郵船、11,249トン）の行動に関する情報が書かれた伝言がクイーンフィッシュに積まれていたが、さしたる関心は引かなかった。
クイーンフィッシュは3月22日に病院船を発見したほか、空母のような艦船も含めて4月1日の日没までに5隻の敵艦船との接触があったが、いずれも攻撃には至らず乗組員の間にはイライラが募っていた。この間、スポットが搭載魚雷を全て消費し補給のため帰還、部隊の指揮はラフリン中佐が執ることとなった。
4月1日22時、クイーンフィッシュのレーダーに反応があった。ラフリン中佐は戦闘配置を令し、目標を待ち構えた。クイーンフィッシュは目標から見て東北に位置し、距離を詰めて相手が対潜行動を取っているかどうか確認した。濃霧の中で目標は接近し、聴音すると重たいスクリュー音がしたので、相手は駆逐艦か護衛艦であろうと思われた。クイーンフィッシュは艦尾発射管を目標に向け、23時ごろに魚雷を発射。魚雷は全て命中し、目標が2つに割れて消え去ったのを確認した。ラフリン中佐は回頭して撃沈推定位置に移動するよう命じ、油と残骸が漂うその位置に移動すると、20名ぐらいの溺者がいた。クイーンフィッシュから浮き輪のついたロープが放り込まれたが、1名を除いて海中に消えていった。その1名、下田勘太郎が尋問で船名を問われ、「アワマル」とカタカナで書いたので関連情報を探したところ、さきの重要な伝言に関連した電文が見つかり、撃沈したのは病院船扱いの安導権をアメリカ政府によって保証されており、捕虜収容所への赤十字の救援物資を運搬していた阿波丸だったことが判明。濃霧の中、阿波丸は国際協定に従って汽笛を鳴らしながら航行していた。これを聞いたラフリン中佐は一言、「そんな馬鹿な」と言った。
クイーンフィッシュによる阿波丸の撃沈は国際法違反であり、戦時中にもかかわらずアメリカ政府はその責任を認めることとなった。しかし、別ルートでこのミスを知った合衆国艦隊司令長官兼海軍作戦部長アーネスト・キングは、太平洋艦隊司令長官チェスター・ニミッツに事の次第を素早く伝えるよう催促したが、ニミッツはのらりくらりと返答を伸ばし伸ばしにし、18時間後にようやく返答した。ニミッツはまた、太平洋艦隊潜水艦隊司令官チャールズ・A・ロックウッドの進言で、クイーンフィッシュの帰投を意図的に遅らせることに賛成した。クイーンフィッシュは4月3日まで探索を続けたが、包みに包まれた生ゴムと中身が分からない箱を回収しただけだった。
4月7日、クイーンフィッシュは哨戒期間の延長を要求したが、その返事は哨戒期間延長ではなく即時の帰投であった。ラフリン中佐や高級幹部は腹を決め、戦闘報告をしたためた。帰投途中の4月11日、クイーンフィッシュはPB4Y-2 プライバティアの乗組員13名を救助すべく、一旦引き返した。クイーンフィッシュは荒天の中、2隻のいかだに分乗した13名を救助し、駆逐艦への移乗要求を敢えて断り、弁護のダシにしようと目論んだ。クイーンフィッシュは46日間の行動を終えてグアムアプラ港に帰投。出迎えたロックウッドはラフリン中佐に、艦長の職を解き軍法会議にかけられることを告げた。彼は3つの罪で告訴され、命令に対する不注意ということで有罪判決を受けた。戦後、阿波丸は協定に反して軍需品を積載していたことが確認された。ラフリンはその後、将官まで昇進した。後任の艦長には、艦長心得として乗艦していたフランク・N・シェーマー（アナポリス1937年組）が就任した。

### 第5の哨戒、1945年6月 - 8月
6月2日、クイーンフィッシュは5回目の哨戒で東シナ海に向かった。クイーンフィッシュの哨戒は、この5回目が最も事件が少なかった。クイーンフィッシュは69日間の行動を終えてミッドウェー島に帰投。終戦時にはミッドウェー島沖で次の哨戒の訓練中であった。シェーマーは訓練を中途で切り上げることはせず、メニューを全て消化してからミッドウェー島に戻ってきた。上陸するや否や、乗組員はどんちゃん騒ぎを繰り広げた。
クイーンフィッシュは殊勲部隊章を受章し、第二次世界大戦の戦功で6個の従軍星章を受章した。

### 戦後
クイーンフィッシュはメア・アイランド海軍造船所でのオーバーホール後、太平洋艦隊潜水艦部隊の旗艦となる。戦後は真珠湾を母港として、1946年3月および1949年6月から7月に極東へ展開したが、1950年代の大半は太平洋東部での訓練活動に費やされた。1947年の後半にはベーリング海での作戦活動を行った。
クイーンフィッシュは1950年2月および3月に、アメリカ太平洋艦隊とイギリス艦隊の合同作戦に参加した。1951年と53年には朝鮮半島海域への巡航を行う。1954年2月、新たな母港のサンディエゴへ向かう。続く4年にわたってクイーンフィッシュは西海岸で活動し、その間1956年後半にハワイで2週間の活動を行った。1958年1月16日、西太平洋での6ヶ月間の配備に向かい、サンディエゴには7月27日に帰還、その後は西海岸での活動を再開した。
クイーンフィッシュは1960年7月1日に AGSS-393 （実験潜水艦）に艦種変更された。1963年3月1日に退役、同日除籍される。スクラップとして廃棄される予定であったが、1963年8月14日に標的艦としてソードフィッシュ (USS Swordfish, SSN-579) の雷撃により沈められた。